# Agrocoop Novi Sad
Agrocoop Novi Sad (code BELEX : AGRC) est une ancienne entreprise serbe qui a son siège social à Novi Sad, la capitale de la province de Voïvodine. Elle travaillait dans les secteurs de l'agriculture et du commerce.

## Histoire
Agrocoop Novi Sad a été admise au libre marché de la Bourse de Belgrade le 8 décembre 2005 ; elle en a été exclue le 11 février 2011 et une procédure de mise en faillite de la société a été lancée.

## Activités
Agrocoop Novi Sad était engagée dans la production et le commerce de graines et de semences ; elle propose aussi des aliments pour le bétail. Elle opérait dans le commerce de gros ou de détail en Serbie comme à l'international. En revanche, la production restait le secteur clé de la société. Parmi sa gamme de produits, on peut citer les semences (céréales, légumes, fleurs, plantes médicinales et cultures industrielles), de la paille de sorgho, des genêts, du fourrage, des aliments pour les animaux domestiques et les volailles, des aliments concentrés pour les bovins et les volailles. Elle produisait également du houblon. Le réseau de vente de la société comprenait 16 succursales et plus de 50 boutiques de parapharmacie.

## Données boursières
Le 11 février 2011, date de sa dernière cotation, l'action de Agrocoop Novi Sad valait 270 RSD (2,62 EUR),. Elle a connu son cours le plus élevé, soit 6 900 RSD (67,04 EUR), le 15 mai 2007 et son cours le plus bas, soit 220 RSD (2,13 EUR), le 19 février 2010.